# Hugo Saupe

Hugo Saupe

Anton Hugo Saupe (* 25. September 1883 in Reudnitz bei Leipzig; † 2. Februar 1957 in Halle (Saale)) war ein deutscher Politiker SPD, SED.

## Leben und Wirken

### Leben im Kaiserreich (1884 bis 1919)
Hugo Saupe wurde als Sohn von Moritz Anton Saupe und Minna, geb. Binneweiss in Reudnitz geboren und besuchte von 1890 bis 1898 die Bürgerschule in Leipzig. Von 1898 bis 1902 absolvierte er eine Ausbildung zum Lithographen. 1904 wurde er Mitglied der Sozialdemokratischen Partei Deutschlands (SPD).
Am 28. September 1914 heiratete er Blanka Ottilie Güldner in Dresden. Die Ehe wurde im August 1940 wieder geschieden.
Ab dem 29. September 1914 nahm Saupe als Mitglied des Ersatzbataillons Infanterieregiment Nr. 101 am Ersten Weltkrieg teil. Vom 24. Dezember 1914 bis zum 4. Dezember 1918 gehörte er dem Infanterieregiment Nr. 102 an, mit dem er auf dem westlichen Kriegsschauplatz kämpfte. 1917 wechselte Saupe in die USPD, die er 1919 wieder verließ.

### Weimarer Republik und Nationalsozialismus (1919 bis 1945)
1919 wurde Saupe Parteisekretär der SPD in Dortmund. Später wurde er Redakteur: Zunächst bei der Tribüne in Erfurt, dann von 1920 bis 1921 bei der Mansfelder Volkszeitung und zuletzt seit 1921, bis 1933, bei der Leipziger Volkszeitung.
Nach dem Ausscheiden von Hans Block aus der nunmehr jetzt kollegial geführten Redaktion im Frühjahr 1923 nahm Saupe hier eine Stellung ein, die der eines Chefredakteurs ähnlich war. Neben Hermann Liebmann war Hugo Saupe der einflussreichste Funktionär im Leipziger Unterbezirk der Sozialdemokratie, der insbesondere mit dem Bezirksvorsitzenden Richard Lipinski einen regelrechten, nicht nur mit politischen Argumenten zu begründenden Kleinkrieg führte. Lipinski auf Bezirksebene zu verdrängen, misslang ihm allerdings. Bei der Wahl zum Bezirksvorsitzenden unterlag Saupe Lipinski mit 35 : 52 Stimmen.
Im Mai 1924 wurde er als Kandidat seiner Partei für den Wahlkreis 29 (Leipzig) in den Reichstag gewählt, dem er bis zum Juni 1933 angehörte.
Im März 1933 stimmte Saupe zusammen mit den übrigen Abgeordneten der SPD-Fraktion im Reichstag gegen das Ermächtigungsgesetz. Damit war er eines von 94 Parlamentsmitgliedern, die sich gegen die Annahme dieser Gesetzesvorlage aussprachen, die die legislative Gewalt auf die Exekutive übertrug und zusammen mit der Reichstagsbrandverordnung vom Februar 1933 die juristische Grundlage für die Errichtung der nationalsozialistischen Diktatur bildete.
Während der weiteren Dauer des nationalsozialistischen Regimes wurde Saupe mehrfach verhaftet. So wurde er unter anderem am 5. März verhaftet und bis Juli 1933 im KZ Sachsenburg gefangengehalten. Während des Krieges war Saupe Mitglied der Widerstandsgruppe um Georg Schumann in Leipzig.

### Letzte Jahre (1945 bis 1957)
Nach dem Zweiten Weltkrieg wurde Saupe Mitglied der Sozialistischen Einheitspartei Deutschland (SED). Von 1946 bis 1948 wurde Saupe Chefredakteur der Zeitung Freiheit in Halle/Saale (heute Mitteldeutsche Zeitung).
Saupes Nachlass wird heute in der Zweigstelle des Bundesarchivs Staatsarchiv Parteien und Massenorganisationen (SAPMO) aufbewahrt. Er umfasst einen laufenden Regalmeter. Inhaltlich findet sich in ihm biographische Materialien, Korrespondenzen, Ausarbeitungen, v. a. zur sozialdemokratischen Presse und über Franz Mehring; des Weiteren Flugschriften und Zeitungen von SPD und USPD.

## Schriften
- Die Anklagen Sinowjews gegen die Sowjetpolitik über die Differenzen in der ..., 1926.
- Einheitsfront? Sozialismus oder Staatcapitalismus? Die Anklagen Sinowjews...., 1926.